# Myszarka srebrna
Myszarka srebrna (Apodemus argenteus) – gatunek gryzonia z rodziny myszowatych (Muridae), występujący endemicznie w Japonii. 

## Systematyka
Takson po raz pierwszy opisany naukowo w 1844 roku przez C.J. Temmincka, pierwotnie jako Mus argenteus. Seria oryginalna okazała się jednak zawierać egzemplarze z różnych gatunków; w 1982 roku wskazano w niej lektotyp myszarki srebrnej. Badania genetyczne, zarówno genomu jądrowego jak i mitochondrialnego wykazały różnice dzielące myszarkę srebrną od innych azjatyckich i europejskich gatunków rodzaju Apodemus; reprezentuje ona oddzielną linię rozwojową wywodzącą się z czasów radiacji myszarek (miocen/pliocen). Także małe rozmiary ciała, adaptacje do nadrzewnego trybu życia i inne różnice morfologiczne wyróżniają ją spośród rodzaju.

## Nazewnictwo
Nazwa rodzajowa pochodzi od greckiego słowa άπόδημος apodemos – „poza domem, za progiem”. Zarówno łaciński jak i polski epitet gatunkowy mają to samo znaczenie i odnoszą się do srebrzystej barwy sierści zwierzęcia.

## Biologia
Myszarka srebrna żyje na czterech głównych wyspach Japonii, Hokkaido, Honsiu, Kiusiu i Sikoku, zamieszkuje także mniejsze otaczające je wyspy: Kinkazan, Awashima (prefektura Niigata), Sado, wyspy Oki (Dogo, Nishino), Awaji, Shōdoshima, Itsukushima, Cuszima, Gotō (Fukue, Nakadori), Amakusa, Yakushima i Tanegashima. Jest spotykana od nizin na poziomie morza aż po piętro halne w górach, do wysokości 2500 m n.p.m. Prowadzi częściowo nadrzewny tryb życia. Preferuje starsze lasy, z grubą pokrywą liści zalegającą na dnie lasu.

## Populacja
Myszarka srebrna występuje na dużym obszarze, populacja jest stabilna i niezagrożona. Występuje w wielu obszarach chronionych. Jest uznawana za gatunek najmniejszej troski.